# Gran Premio motociclistico d'Australia 2022
Il Gran Premio motociclistico d'Australia 2022 è stato la diciottesima prova del motomondiale del 2022. Le vittorie nelle tre classi sono andate a: Álex Rins in MotoGP, Alonso López in Moto2 e Izan Guevara in Moto3.
Proprio Guevara, grazie al primo posto ottenuto in questo GP, ottiene la certezza del titolo mondiale della classe Moto3 con due gare di anticipo rispetto alla conclusione della stagione.

## MotoGP

### Arrivati al traguardo
| Pos. | Nº | Pilota                | Squadra                     | Motocicletta       | Giri | Tempo     | Griglia | Punti |
| ---- | -- | --------------------- | --------------------------- | ------------------ | ---- | --------- | ------- | ----- |
| 1º   | 42 | Álex Rins             | Suzuki Ecstar               | Suzuki GSX-RR      | 27   | 40'50.654 | 10º     | 25    |
| 2º   | 93 | Marc Márquez          | Repsol Honda                | Honda RC213V       | 27   | +0.186    | 2º      | 20    |
| 3º   | 63 | Francesco Bagnaia     | Ducati Lenovo               | Ducati Desmosedici | 27   | +0.224    | 3º      | 16    |
| 4º   | 72 | Marco Bezzecchi       | Mooney VR46 Racing          | Ducati Desmosedici | 27   | +0.534    | 9º      | 13    |
| 5º   | 23 | Enea Bastianini       | Gresini Racing              | Ducati Desmosedici | 27   | +0.557    | 15º     | 11    |
| 6º   | 10 | Luca Marini           | Mooney VR46 Racing          | Ducati Desmosedici | 27   | +0.688    | 7º      | 10    |
| 7º   | 89 | Jorge Martín          | Prima Pramac Racing         | Ducati Desmosedici | 27   | +0.884    | 1º      | 9     |
| 8º   | 5  | Johann Zarco          | Prima Pramac Racing         | Ducati Desmosedici | 27   | +3.141    | 6º      | 8     |
| 9º   | 41 | Aleix Espargaró       | Aprilia Racing              | Aprilia RS-GP      | 27   | +4.548    | 4º      | 7     |
| 10º  | 33 | Brad Binder           | Red Bull KTM Factory Racing | KTM RC16           | 27   | +5.940    | 16º     | 6     |
| 11º  | 44 | Pol Espargaró         | Repsol Honda                | Honda RC213V       | 27   | +11.048   | 13º     | 5     |
| 12º  | 88 | Miguel Oliveira       | Red Bull KTM Factory Racing | KTM RC16           | 27   | +13.606   | 24º     | 4     |
| 13º  | 35 | Cal Crutchlow         | WithU Yamaha RNF            | Yamaha YZR-M1      | 27   | +13.890   | 17º     | 3     |
| 14º  | 40 | Darryn Binder         | WithU Yamaha RNF            | Yamaha YZR-M1      | 27   | +14.526   | 18º     | 2     |
| 15º  | 87 | Remy Gardner          | Tech3 KTM Factory Racing    | KTM RC16           | 27   | +19.470   | 19º     | 1     |
| 16º  | 25 | Raúl Fernández        | Tech3 KTM Factory Racing    | KTM RC16           | 27   | +20.645   | 21º     |       |
| 17º  | 12 | Maverick Viñales      | Aprilia Racing              | Aprilia RS-GP      | 27   | +22.167   | 12º     |       |
| 18º  | 36 | Joan Mir              | Suzuki Ecstar               | Suzuki GSX-RR      | 27   | +23.489   | 14º     |       |
| 19º  | 45 | Tetsuta Nagashima     | LCR Honda Idemitsu          | Honda RC213V       | 27   | +39.618   | 23º     |       |
| 20º  | 49 | Fabio Di Giannantonio | Gresini Racing              | Ducati Desmosedici | 27   | +39.633   | 20º     |       |

### Ritirati
| Nº | Pilota            | Squadra               | Motocicletta       | Giri | Griglia |
| -- | ----------------- | --------------------- | ------------------ | ---- | ------- |
| 21 | Franco Morbidelli | Monster Energy Yamaha | Yamaha YZR-M1      | 21   | 22º     |
| 20 | Fabio Quartararo  | Monster Energy Yamaha | Yamaha YZR-M1      | 10   | 5º      |
| 43 | Jack Miller       | Ducati Lenovo         | Ducati Desmosedici | 8    | 8º      |
| 73 | Álex Márquez      | LCR Honda Castrol     | Honda RC213V       | 8    | 11º     |

## Moto2

### Arrivati al traguardo
| Pos. | Nº | Pilota             | Squadra                  | Motocicletta | Giri | Tempo     | Griglia | Punti |
| ---- | -- | ------------------ | ------------------------ | ------------ | ---- | --------- | ------- | ----- |
| 1º   | 21 | Alonso López       | Beta Tools Speed Up      | Boscoscuro   | 25   | 39'14.947 | 3º      | 25    |
| 2º   | 51 | Pedro Acosta       | Red Bull KTM Ajo         | Kalex        | 25   | +3.556    | 8º      | 20    |
| 3º   | 96 | Jake Dixon         | Inde GasGas Aspar        | Kalex        | 25   | +9.583    | 14º     | 16    |
| 4º   | 54 | Fermín Aldeguer    | Beta Tools Speed Up      | Boscoscuro   | 25   | +15.745   | 1º      | 13    |
| 5º   | 18 | Manuel González    | Yamaha VR46 Master Camp  | Kalex        | 25   | +15.775   | 7º      | 11    |
| 6º   | 52 | Jeremy Alcoba      | Liqui Moly Intact GP     | Kalex        | 25   | +15.892   | 9º      | 10    |
| 7º   | 6  | Cameron Beaubier   | American Racing          | Kalex        | 25   | +16.034   | 11º     | 9     |
| 8º   | 35 | Somkiat Chantra    | Idemitsu Honda Team Asia | Kalex        | 25   | +17.949   | 16º     | 8     |
| 9º   | 40 | Arón Canet         | Flexbox HP40             | Kalex        | 25   | +24.817   | 5º      | 7     |
| 10º  | 64 | Bo Bendsneyder     | Pertamina Mandalika SAG  | Kalex        | 25   | +30.652   | 17º     | 6     |
| 11º  | 79 | Ai Ogura           | Idemitsu Honda Team Asia | Kalex        | 25   | +32.981   | 13º     | 5     |
| 12º  | 22 | Sam Lowes          | Elf Marc VDS Racing      | Kalex        | 25   | +34.407   | 12º     | 4     |
| 13º  | 23 | Marcel Schrötter   | Liqui Moly Intact GP     | Kalex        | 25   | +47.584   | 20º     | 3     |
| 14º  | 75 | Albert Arenas      | Inde GasGas Aspar        | Kalex        | 25   | +47.608   | 19º     | 2     |
| 15º  | 29 | Taiga Hada         | Pertamina Mandalika SAG  | Kalex        | 25   | +48.028   | 29º     | 1     |
| 16º  | 61 | Alessandro Zaccone | Gresini Racing           | Kalex        | 25   | +53.827   | 28º     |       |
| 17º  | 42 | Marcos Ramírez     | MV Agusta Forward Racing | MV Agusta F2 | 25   | +54.356   | 22º     |       |
| 18º  | 4  | Sean Dylan Kelly   | American Racing          | Kalex        | 25   | +54.637   | 21º     |       |

### Ritirati
| Nº | Pilota              | Squadra                  | Motocicletta | Giri | Griglia |
| -- | ------------------- | ------------------------ | ------------ | ---- | ------- |
| 16 | Joe Roberts         | Italtrans Racing         | Kalex        | 23   | 15º     |
| 7  | Barry Baltus        | RW Racing GP             | Kalex        | 17   | 25º     |
| 37 | Augusto Fernández   | Red Bull KTM Ajo         | Kalex        | 15   | 2º      |
| 13 | Celestino Vietti    | Mooney VR46 Racing       | Kalex        | 12   | 6º      |
| 12 | Filip Salač         | Gresini Racing           | Kalex        | 10   | 10º     |
| 81 | Keminth Kubo        | Yamaha VR46 Master Camp  | Kalex        | 10   | 26º     |
| 28 | Niccolò Antonelli   | Mooney VR46 Racing       | Kalex        | 10   | 27º     |
| 19 | Lorenzo Dalla Porta | Italtrans Racing         | Kalex        | 8    | 18º     |
| 14 | Tony Arbolino       | Elf Marc VDS Racing      | Kalex        | 6    | 4º      |
| 24 | Simone Corsi        | MV Agusta Forward Racing | MV Agusta F2 | 3    | 23º     |
| 9  | Jorge Navarro       | Flexbox HP40             | Kalex        | 3    | 24º     |

## Moto3

### Arrivati al traguardo
| Pos. | Nº | Pilota               | Squadra                   | Motocicletta  | Giri | Tempo     | Griglia | Punti |
| ---- | -- | -------------------- | ------------------------- | ------------- | ---- | --------- | ------- | ----- |
| 1º   | 28 | Izan Guevara         | Gaviota GasGas Aspar      | Gas Gas       | 23   | 37'38.762 | 7º      | 25    |
| 2º   | 53 | Deniz Öncü           | Red Bull KTM Tech3        | KTM RC 250 GP | 23   | +0.345    | 8º      | 20    |
| 3º   | 11 | Sergio García        | Gaviota GasGas Aspar      | Gas Gas       | 23   | +0.460    | 2º      | 16    |
| 4º   | 71 | Ayumu Sasaki         | Sterilgarda Husqvarna Max | Husqvarna     | 23   | +0.560    | 1º      | 13    |
| 5º   | 82 | Stefano Nepa         | Angeluss MTA              | KTM RC 250 GP | 23   | +7.428    | 6º      | 11    |
| 6º   | 17 | John McPhee          | Sterilgarda Husqvarna Max | Husqvarna     | 23   | +7.496    | 16º     | 10    |
| 7º   | 10 | Diogo Moreira        | MT Helmets - MSI          | KTM RC 250 GP | 23   | +7.574    | 5º      | 9     |
| 8º   | 66 | Joel Kelso           | CIP Green Power           | KTM RC 250 GP | 23   | +7.575    | 14º     | 8     |
| 9º   | 7  | Dennis Foggia        | Leopard Racing            | Honda NSF250R | 23   | +16.794   | 12º     | 7     |
| 10º  | 54 | Riccardo Rossi       | SIC58 Squadra Corse       | Honda NSF250R | 23   | +16.831   | 21º     | 6     |
| 11º  | 44 | David Muñoz          | BOE Motorsports           | KTM RC 250 GP | 23   | +17.066   | 11º     | 5     |
| 12º  | 99 | Carlos Tatay         | CFMoto Racing PrüstelGP   | CFMoto        | 23   | +17.768   | 4º      | 4     |
| 13º  | 48 | Iván Ortolá          | Angeluss MTA              | KTM RC 250 GP | 23   | +17.884   | 3º      | 3     |
| 14º  | 43 | Xavier Artigas       | CFMoto Racing PrüstelGP   | CFMoto        | 23   | +21.354   | 24º     | 2     |
| 15º  | 5  | Jaume Masiá          | Red Bull KTM Ajo          | KTM RC 250 GP | 23   | +22.414   | 9º      | 1     |
| 16º  | 16 | Andrea Migno         | Rivacold Snipers          | Honda NSF250R | 23   | +40.095   | 23º     |       |
| 17º  | 27 | Kaito Toba           | CIP Green Power           | KTM RC 250 GP | 23   | +41.799   | 17º     |       |
| 18º  | 31 | Adrián Fernández     | Red Bull KTM Tech3        | KTM RC 250 GP | 23   | +41.826   | 15º     |       |
| 19º  | 20 | Lorenzo Fellon       | SIC58 Squadra Corse       | Honda NSF250R | 23   | +41.828   | 22º     |       |
| 20º  | 23 | Elia Bartolini       | QJMotor Avintia Racing    | KTM RC 250 GP | 23   | +41.837   | 30º     |       |
| 21º  | 70 | Joshua Whatley       | VisionTrack Racing        | Honda NSF250R | 23   | +41.946   | 29º     |       |
| 22º  | 9  | Nicola Fabio Carraro | QJMotor Avintia Racing    | KTM RC 250 GP | 23   | +42.006   | 27º     |       |
| 23º  | 22 | Ana Carrasco         | BOE Motorsports           | KTM RC 250 GP | 23   | +42.753   | 26º     |       |
| 24º  | 67 | Alberto Surra        | Rivacold Snipers          | Honda NSF250R | 23   | +54.640   | 25º     |       |

### Ritirati
| Nº | Pilota          | Squadra            | Motocicletta  | Giri | Griglia |
| -- | --------------- | ------------------ | ------------- | ---- | ------- |
| 6  | Ryusei Yamanaka | MT Helmets - MSI   | KTM RC 250 GP | 22   | 20º     |
| 64 | Mario Aji       | Honda Team Asia    | Honda NSF250R | 21   | 28º     |
| 24 | Tatsuki Suzuki  | Leopard Racing     | Honda NSF250R | 18   | 18º     |
| 19 | Scott Ogden     | VisionTrack Racing | Honda NSF250R | 12   | 19º     |
| 96 | Daniel Holgado  | Red Bull KTM Ajo   | KTM RC 250 GP | 2    | 13º     |
| 72 | Taiyo Furusato  | Honda Team Asia    | Honda NSF250R | 2    | 10º     |